# JR東日本E655系電力動車組
E655系電聯車是東日本旅客鐵道的一款交直流两用特急型车辆，目前只有一列6辆编组（含一辆皇家车厢）的该型动车组，昵称为“和”（ Nagomi）。E655系在编入皇家车厢（称“特别车”）后用于天皇及皇族的专运任务，解编特别车后的五节编组则被用于包车。

## 概要
日本皇室成员的专列（称“御召列车”）曾长期使用昭和初期至中期制造的皇室用客车，这些车龄介于40至70年间的“1号编组”（日语：1号編成）车辆进入平成时代后日渐老化，而制造E655的目的就是为了替换这些老旧的皇家专运车辆。
E655专运动车组可担当只有天皇、其他皇族成员及随从人员乘坐的“1号编成”列车，以及天皇和要员乘坐的“特别车辆”。在解编皇室专运车卡后，E655也担当供一般乘客乘坐的团体专用列车（JR称其为“Joyful Train”）。

## 编组
E655在東北本線上运行时，上野方向的车厢为1号车，仙台或盛岡方向的车厢则为5号车，而用于专运的特别车辆没有车厢编号。特别车辆所属车辆段为东京综合车辆中心（简称），其余车厢则配属尾久车辆中心（简称）。
除特别车辆外，全列車均為綠色車廂，一般旅客搭乘時須繳付「綠料金」（グリーン料金）。

### 各车厢介绍
1号车：E654-101 (Tsc'-100)
客室为定员22人的控制拖车，车下搭载有柴油发电机。该车不设客用车门，乘客需从其他车辆进入该车厢。车厢卫生间内配有坐便器、小便斗和洗手台。
2号车：E655-101 (M1s-100)
客室为定员32人的动车，车下载有整流/逆變器。车顶装有单臂式主受电弓（前弓）和备用受电弓（后弓）。为满足中央本線和身延線狭小的隧道限界，该车的车顶高度低于其他不搭载受电弓的车型。
3号车：E654-101 (M2s-100)
客室为定员9人的动车。车下同样有整流/逆变器，除此之外还有静式变流器（SIV）、电动空气压缩机（CP）。该车采用皮面座椅，而其他车厢采用布面座椅。该车厢的另外一半被划为单间式贵宾室，设有贵宾专用的残障人士洗手间及厨房。
特别车辆：E655-1 (TR)
客室为定员18人的拖车，空重为40.5吨，供天皇、皇族以及国宾乘坐，仅在执行专运任务时加挂在3号车厢和4号车厢之间。车厢内部从与3号车的连接处起分别为侍从室、会客室及卧室，但1号御料车标配盥洗室和厕所的存在性并未公开。会客室内壁、天花板及桌子由大分县产的日本柳杉制成，沙发面料为带菊花图案的绸缎。车厢地面铺有带9种传统图案的手织地毯。车窗高950毫米，而车厢中部的车窗长2,200毫米。卧室内布置有沙发床和三面镜子，外顶则设有两个用途不公开的天线。该车的空调机位置未公开，车号只标示在车厢连接处左下方。
这辆专运客车也可以与E257系、E653系、E657系联挂，这三种车的连挂试验分别于2008年12月、2009年4月和2011年9月进行。
4号车：E655-201 (M1s-200)
客室为定员27人的动车。与2号车一样，车下载有整流/逆变器，车顶装有两座受电弓，且高度同样较低。车内亦设有厨房。
5号车：E654-101 (M2sc-100)
客室为定员17人的控制动车。车下搭载有整流/逆变器、静式变流器、电动空气压缩机，车内设残障人士专用洗手间及多功能室。

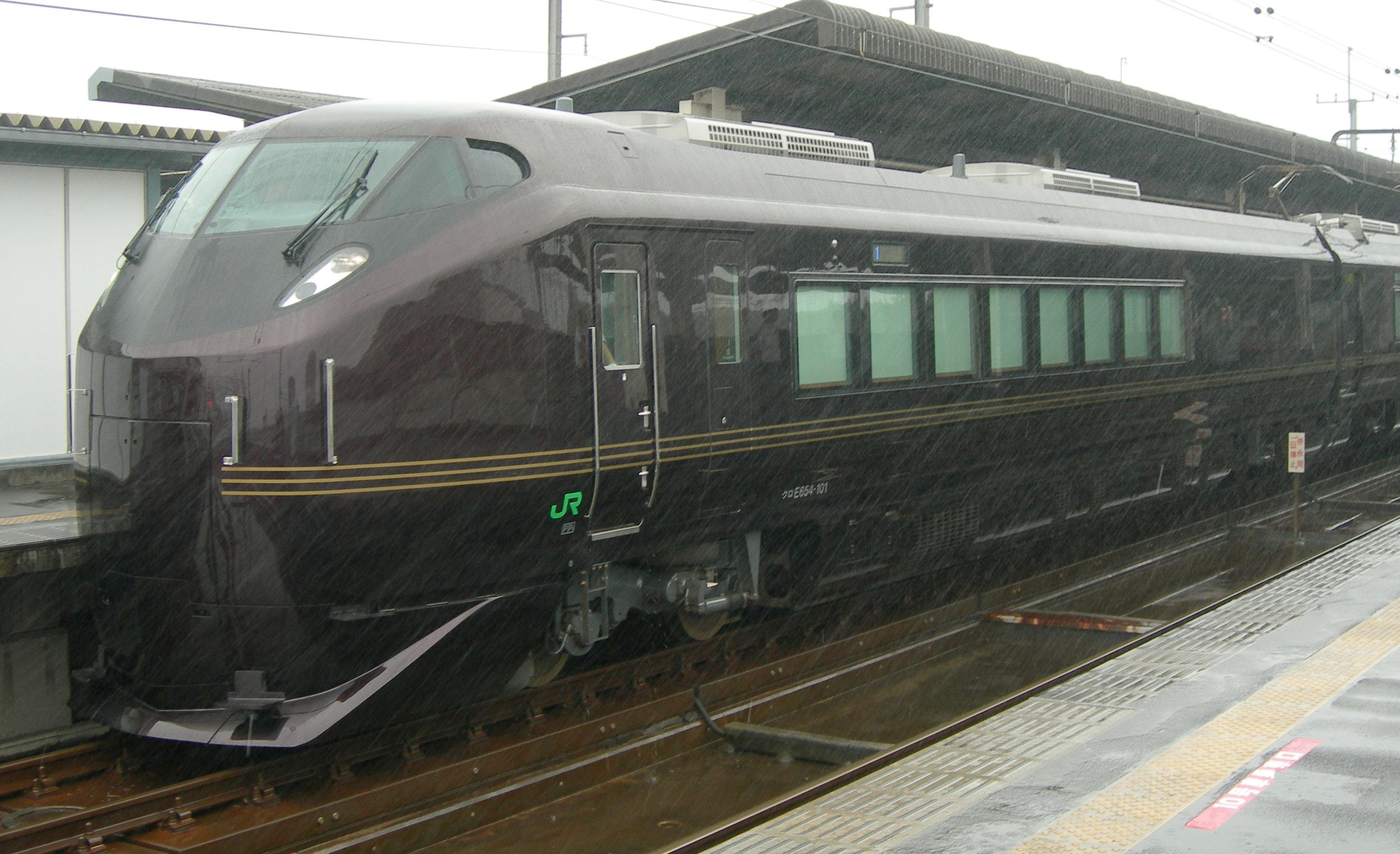
1号车：クロ（KuRo）E654-101
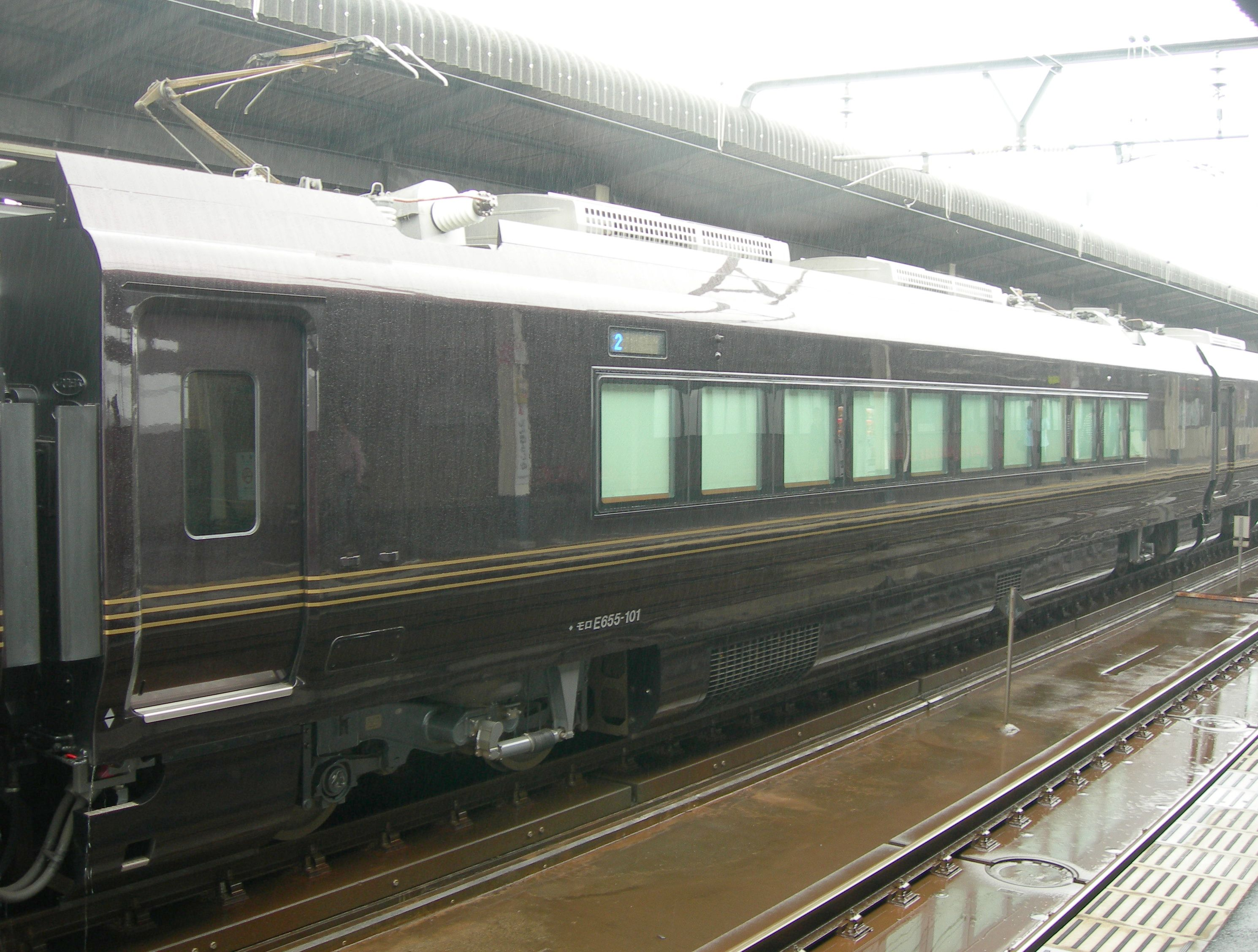
2号车：モロ（MoRo）E655-101
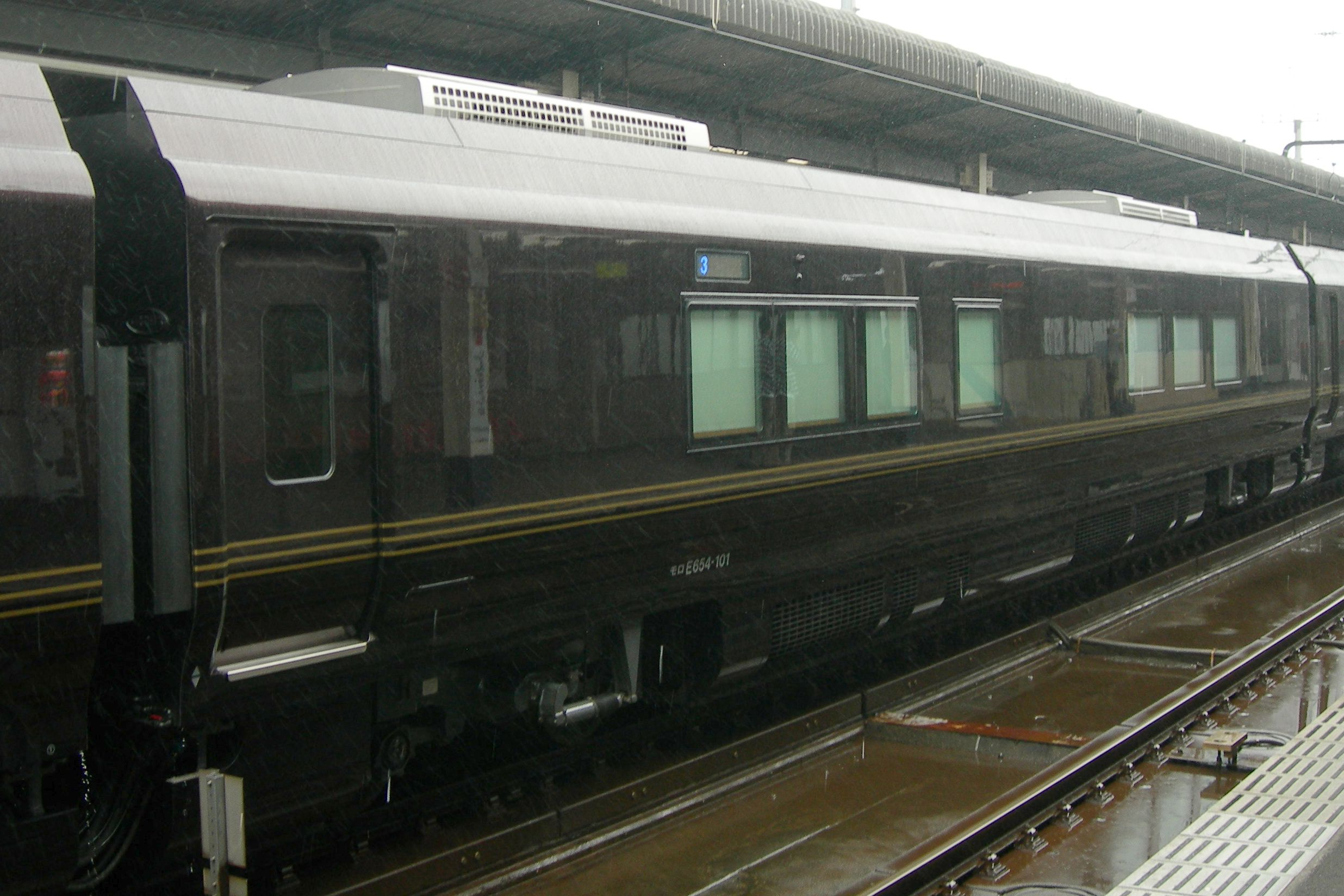
3号车：モロ（MoRo）E654-101
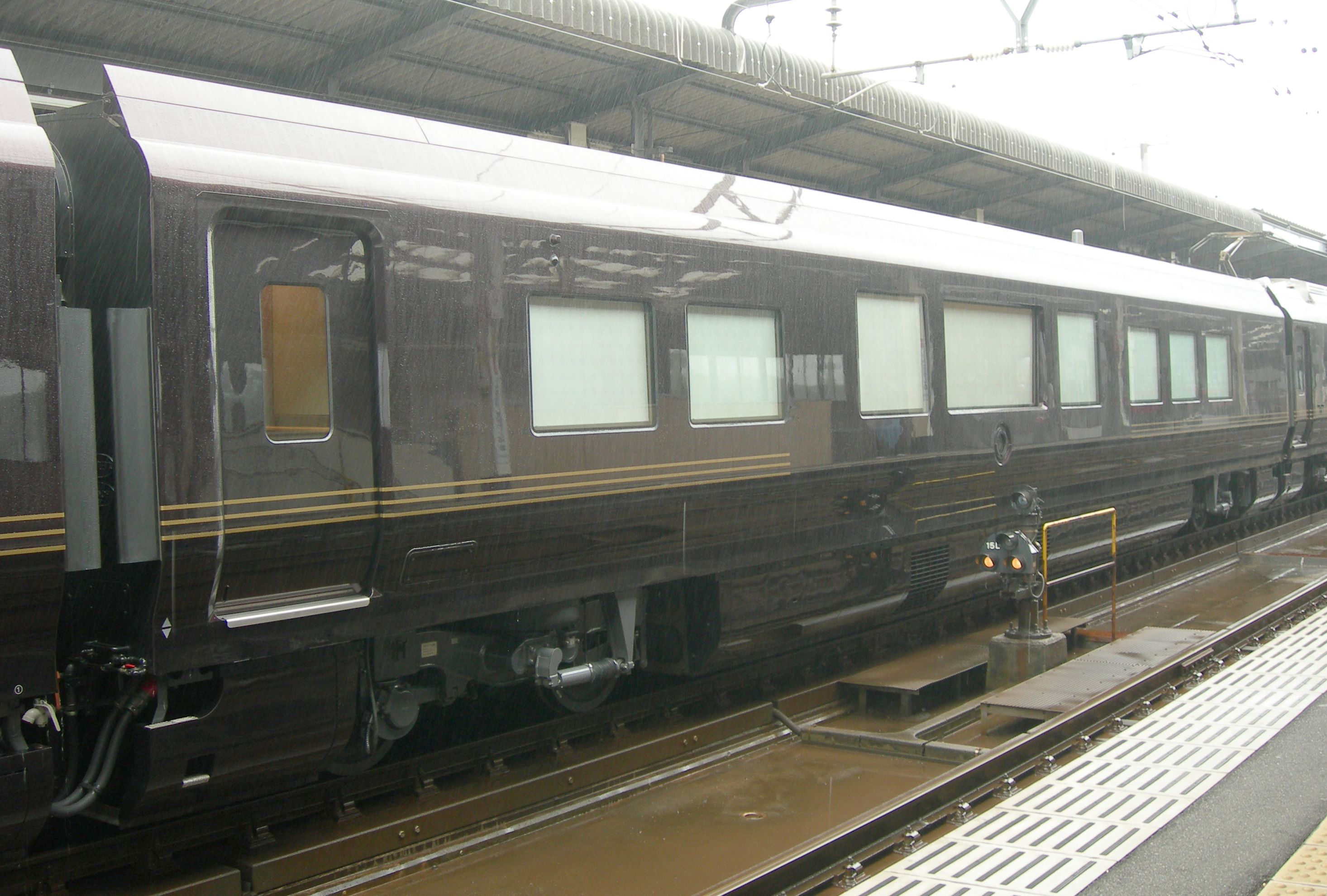
特别车辆：E655-1
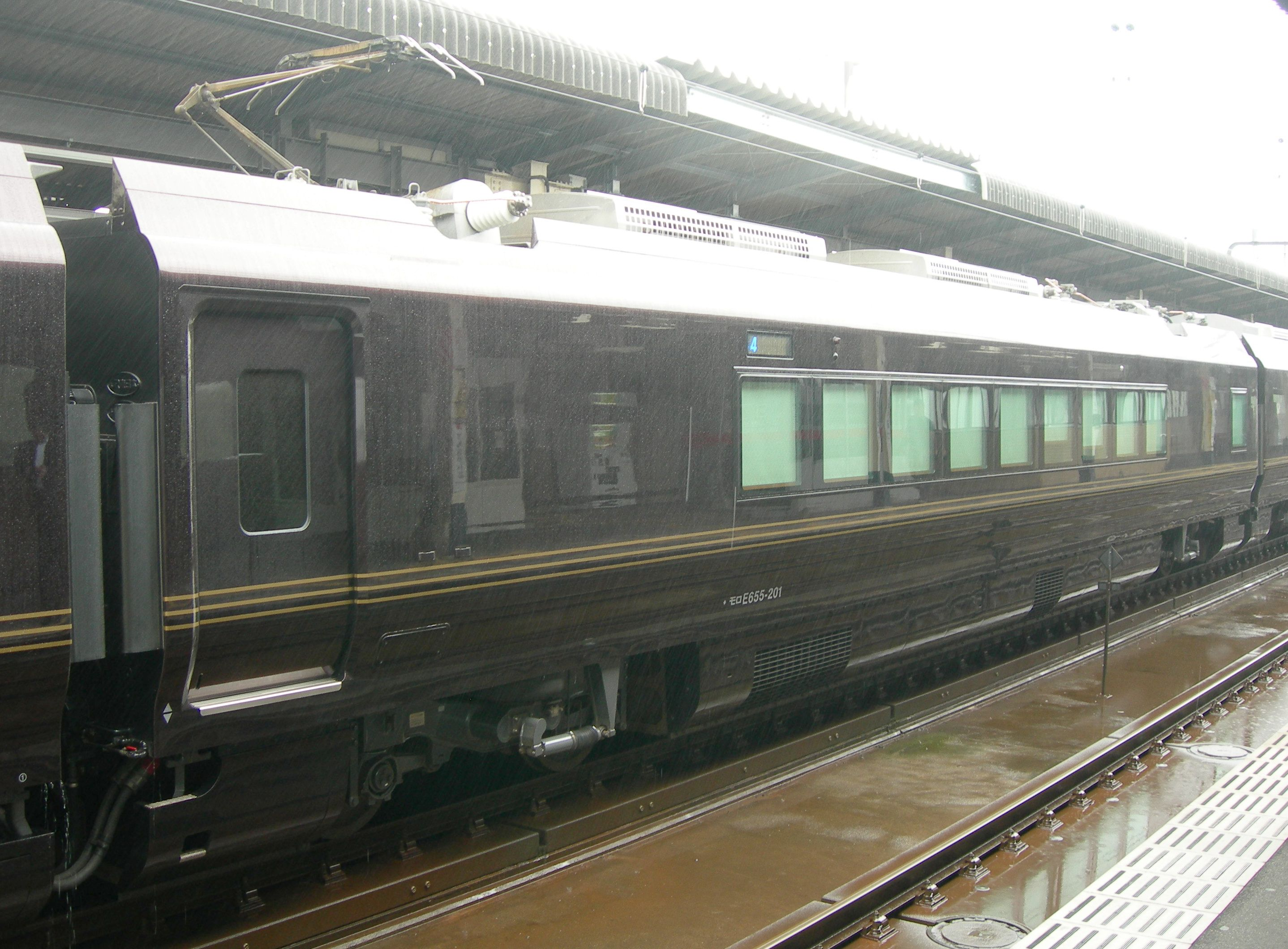
4号车：モロ（MoRo）E655-201
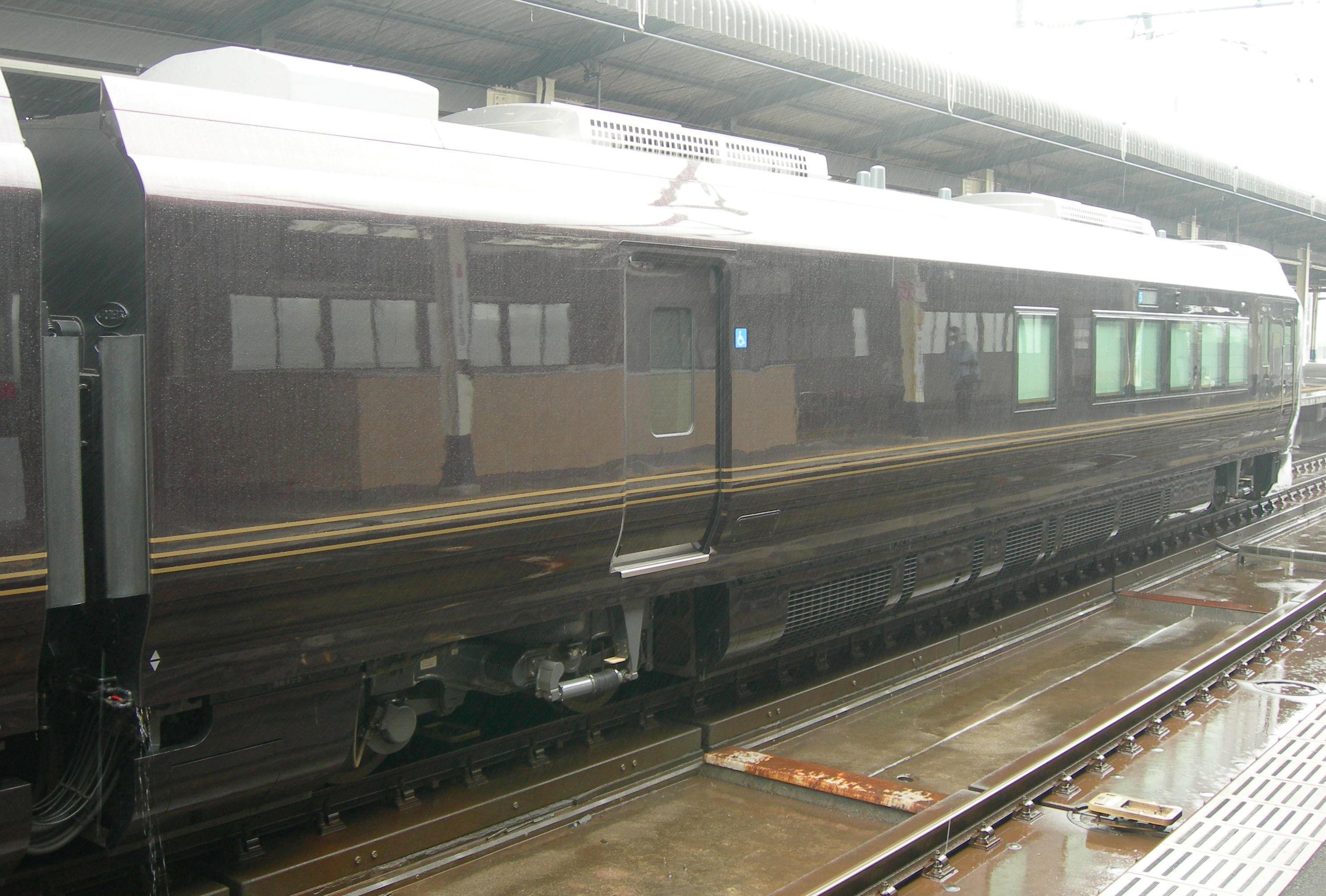
5号车：クモロ（KuMoRo）E654-101

## 運用區間
由於較遠途的行幸，通常會使用新幹線或行政專機，因此E655系雖可交直流兩用，亦可由柴油機車牽引行駛非電氣化區間，但做為御召列車時，大多以JR東日本的關東地區及東北地方南部路線為主，進入其他鐵路公司路線則只有伊豆急行線與北陸本線（直江津至金澤）。

## 脚注及参考文献
1. ↑   [E257 series set M104 test run with E655-1 special car]. Japan Railfan Magazine Online. 日本: Koyusha Co., Ltd. 6 December 2008  [29 September 2011]. （原始内容存档于2019-11-28） （日语）.
2. ↑   [E655-1 test run in E653 series formation]. Japan Railfan Magazine Online. 日本: Koyusha Co., Ltd. 23 April 2009  [29 September 2011]. （原始内容存档于2020-09-21） （日语）.
3. ↑   [E657 + E655-1 test run]. Japan Railfan Magazine Online. 日本: Koyusha Co., Ltd. 28 September 2011  [29 September 2011]. （原始内容存档于2020-09-21） （日语）.